# Port lotniczy Banfora
Port lotniczy Banfora – port lotniczy położony w Banforze, w Burkinie Faso.